# Tanaecia japis
Tanaecia japis är en fjärilsart som beskrevs av Jean Baptiste Godart 1823. Tanaecia japis ingår i släktet Tanaecia och familjen praktfjärilar. Inga underarter finns listade i Catalogue of Life.